# Primeiras Estórias
Primeiras Estórias é um livro de contos de João Guimarães Rosa publicado em 1962 pela Livraria José Olympio Editora e, desde então, por diversas editoras. Contém 21 contos que se passam, em sua maioria, em um ambiente rural não específico, espelhando situações e temas particulares e universais.

## Estilo e temas
A maioria dos relatos em Primeiras Estórias, embora apenas pretendam narrar "casos do sertão", apresentam uma síntese da totalidade da existência dos protagonistas, as estórias de Rosa tentam vencer a rotina, ultrapassar o peso do quotidiano e da miséria através do riso, do olhar lúdico e da ressurreição do momento presente; predominam ainda epifanias afirmativas e positivas associadas ao bem e ao amor.
Sobre os personagens, Alfredo Bosi afirmou:

Muitas personagens de Primeiras estórias acham-se privadas de saúde, de recursos materiais, de posição social e até mesmo do pleno uso da razão. Pelos esquemas de uma lógica social moderna, estritamente capitalista, só lhes resta esperar a miséria, a abjeção, o abandono, a morte. O narrador, cujo olho perspicaz nada perde, não poupa detalhes sobre o seu estado de carência extrema.— Bosi, 1998, p.23

## Contos
De acordo com a ordem original do índice:
- "As Margens da Alegria"
- "Famigerado"
- "Sorôco, sua mãe e sua filha"
- "A Menina de Lá"
- "Os Irmãos Dagobé"
- "A Terceira Margem do Rio"
- "Pirlimpsiquice
- "Nenhum, nenhuma"
- "Fatalidade"
- "Sequência"
- "O Espelho
- "Nada e a Nossa Condição"
- "O Cavalo que Bebia Cerveja"
- "Um Moço Muito Branco"
- "Luas-de-mel"
- "Partida do Audaz Navegante"
- "A Benfazeja"
- "Darandina"
- "Substância"
- "Tarantão, meu patrão..."
- "Os Cimos"

## Influência
A obra foi cotejada extensivamente a Estórias Aabensonhadas de Mia Couto na tese de doutorado de Eduardo de Araújo Teixeira. A associação é respaldada pelo fato de que ambos os autores integram o macrossistema das literaturas de língua portuguesa em que todas a literaturas dialogam sem que nenhuma delas seja considerada paradigmática.

## Adaptação para o cinema
Em 1999, o livro Primeiras Estórias foi adaptado para o cinema por Pedro Bial como o filme Outras Estórias,  O filme se baseou em cinco contos do livro Primeiras Estórias: "Famigerado", "Os irmãos Dagobé", "Nada e nossa condição", "Substância e Soroco, sua mãe, sua filha".  Todavia, não se trata de transposição de uma obra literária para o cinema, mas, antes, de uma concepção dela enquanto possibilidade cinematográfica.